# Wapen van Heeze
Het wapen van Heeze was (officieel) in gebruik van 1817 tot aan 1997. In 1817 werd het wapen door de Hoge Raad van Adel erkend in gebruik door de Noord-Brabantse gemeente Heeze. 

## Blazoeneringen
Omdat het wapen eenmalig is aangepast zijn er twee blazoeneringen van het wapen van Heeze bekend.

### Eerste blazoenering
De eerste blazoenering luidde als volgt:
Van lazuur beladen met een boom van goud, aan wiens takken is hangende een schildje, eveneens van goud, waarop 3 hoorns van lazuur, en chef een star van goud.
Het wapen is blauw van kleur met daarop een geheel gouden voorstelling, dit zijn de rijkskleuren. Op het schild staat een boom met aan de takken een schildje. Op het schildje staan drie blauwe hoorns, zij staan 2 en 1. Boven de boom in het schildhoofd een gouden ster. Niet vermeld is dat de ster zes punten heeft.

### Tweede blazoenering
De tweede blazoenering luidde als volgt:
In goud 3 hoorns van keel, beslagen, geopend en gemond van zilver, in een schildhoofd van lazuur een ster van goud. Het schild hangende aan een snoer van keel in een ter rechterzijde daarvan geplaatste eikenboom van sinopel.
Het wapen is van goud met daarop drie rode jachthoorns. De hoorns zijn beslagen met goud en hebben een zilveren mond. Boven het geheel staat een blauw schildhoofd met daarop een gouden ster. Het wapen hangt middels een rood snoer aan een boom die fungeert als schildhouder. De boom is geheel groen van kleur en heeft in tegenstelling tot het oude wapen en dat van de gemeente Heeze-Leende geen ster boven de kruin.

## Geschiedenis
Het wapen is afgeleid van het wapen van Horne en kwam in 1605 al voor. De heren van Horne waren tevens heren van Heeze, Leende en Zesgehuchten, door deze situatie zijn de wapens van alle drie de plaatsen afgeleid van dat van Horne. In het geval van Heeze wordt de breuk getoond middels de ster in het schildhoofd.
Het wapen werd op 16 juli 1817 aan de gemeente Heeze toegekend. In 1979 vroeg de gemeente een wapenaanpassing aan, deze werd op 26 juli 1980 toegekend waarna het wapen aangepast werd. Bij de aanpassing kwam het er feitelijk op neer dat de wapenstukken van het wapen afgehaald werden en de boom niet langer op het schild stond, maar als schildhouder ging fungeren. Dit wapen bleef tot 1997 in gebruik.

## Vergelijkbare wapens

Het wapen van de Nederlands Limburgse gemeente Horn, zonder kroon het wapen van het graafschap Horn
Het wapen van Aalst
Het wapen van Budel
Het wapen van Cranendonck
Het wapen van Eindhoven
Het wapen van Heeze-Leende
Het wapen van Leende
Het wapen van Loon op Zand
Het wapen van Moergestel
Het wapen van Woensel
Het wapen van Zesgehuchten